# 可大乡
可大乡，是中华人民共和国重庆市酉阳土家族苗族自治县下辖的一个乡镇级行政单位。

## 行政区划
可大乡下辖以下地区：
可大村、吴家村、中坝村、七分村、昔比村、新溪村、客寨村和程香村。

## 中国传统村落
2013年8月，七分村被评为第二批中国传统村落。